# War Refugee Board
Le Bureau des réfugiés de guerre (War Refugee Board), instauré par le président Franklin Delano Roosevelt en janvier 1944, est une agence exécutive américaine destinée à procurer un soutien aux victimes civiles des pouvoirs de l'Axe. Le Bureau était, aux dires de l'historienne Rebecca Erbelding « la seule fois dans l'histoire de l’Amérique que le gouvernement US fonda une agence gouvernementale non militaire afin de sauver la vie des civils qui se font assassiner par un ennemi en temps de guerre ».
Après une médiatisation et des pressions significativement croissantes et persistantes sur l'administration Roosevelt subie une médiatisation afin qu'ils aident les Juifs d'Europe abandonnés.
Les campagnes étaient menées par le Groupe Bergson dirigé par Hillel Kook (aka Peter Bergson) qui tentait de récolter des fonds pour aider les siens et constituer une armée afin de continuer la lutte, même dans les camps.
Le groupe d'activiste reçoit un soutien significatif de la part de nombreux sénateurs et membres du Congrès, la plupart de temps venant d’États sans un nombre significatif de votants juifs : Hoover, Ickes, Gilette, d'Eleanor Roosevelt, de personnalités célèbres d'Hollywood ou de Broadway et d'autres citoyens en vue.
Le président Roosevelt agit après un surcroit considérable de pression de la part de son ami, le secrétaire au Trésor Henry Morgenthau Jr. et de son équipe du Trésor. Roosevelt "mis l'accent sur l'urgence d'une action immédiate destinée a prévenir le plan des Nazis d'exterminer tous les Juifs et autres minorités persécutées d'Europe".
Le WRB fut créé quand un groupe de jeunes juristes du département du Trésor, incluant John Pehle, Ansel Luxford, et Josiah E. Dubois Jr. sentirent grandir la frustration devant le diffère du département d’État concernant les autorisations de fonds de secours destinés à aider les Juifs s'échappant de Roumanie et de France. Alors que le département du Trésor avait octroyé au World Jewish Congress la permission d'envoyer de l'argent en Suisse en juillet 1943, le département d’État employa différentes excuses pour retarder l'autorisation jusqu'à décembre, huit mois pleins après que le programme soit proposé. Josiah Dubois découvrit aussi des preuves que le département d’État avait activement essayé de supprimer les informations concernant le meurtre des Juifs à destination des États-Unis.
Quand l'équipe du Trésor prit connaissance des obstructions du département d’État, ils rédigèrent un rapport au secrétaire sur l'assentiment de ce gouvernement au meurtre des Juifs, d'abord esquisse par Dubois. Le rapport fut rédigé pour convaincre Morgenthau qu'il était temps d'aller trouver le Président avec leurs griefs. Morgenthau, John Pehle, et Randolph Paul rencontrèrent Roosevelt le 16 janvier 1944. Il consentit à créer le War Refugee Board, donnant lieu à l'Executive Order 9417. Crédité du sauvetage de dizaine de milliers de Juifs en zones occupées par les Nazis, à travers les efforts de Raoul Wallenberg et des autres, le War Refugee Board est le seul effort majeur entrepris par le gouvernement des États-Unis pour sauver la vie des Juifs durant l'Holocauste.

## Création
Les raisons de l'action immédiate de Roosevelt furent la pression de l'équipe du bureau du département du Trésor du Foreign Funds Control et son chef John W. Pehle. Le bureau de Pehle avait donné l'autorisation à un nombre de groupes caritatifs d'utiliser des fonds US régis sous le Trading with the Enemy Act (Acte sur le Commerce avec l'Ennemi) pour payer des aliments, des médicaments, et d'autres secours à destination des réfugiés et autres victimes civiles de la guerre en Europe. Ces efforts furent systématiquement bloqués par des officiels du département d’État. Plus spécifiquement, en juillet 1943, le département du Trésor émit une autorisation au World Jewish Congress pour utiliser des fonds aux États-Unis afin de payer une partie du cout de l’évacuation des Juifs de Roumanie et de France (à ne pas confondre avec une autre initiative du gouvernement roumain, celle de vendre les Juifs à 50 $ la tète, qui n'a aucun rapport).
Divers officiels du département d’État firent trainer l'autorisation pendant les cinq mois suivants. Des officiels du Trésor, menés par un juriste de l'équipe, Josiah E. Dubois Jr. enquêtèrent pour savoir comment et pourquoi l'autorisation avait été suspendue. Durant leurs recherches, qui reçurent l'aide de quelques donneurs d'alerte du département d’État, ils découvrirent qu'en plus d'avoir bloqué l'autorisation d'utiliser l'argent pour aider les réfugiés, le département d’État aurait aussi envoyé des ordres de mission à l'étranger afin de ne pas donner de suivi sur les atrocités nazies - plus particulièrement celles concernant l'Holocauste - à Washington. À la fin de 1943, Dubois écrivit un memorandum Report to the Secretary on the Acquiescence of This Government in the Murder of the Jews, qui disait que le département d’État était « coupable non seulement de procrastination grossière et de manque d'obstination dans l'action, voire de tentatives préméditées d'empêcher que des mesures soient prises pour sauver les Juifs de l'emprise d'Hitler ».
Dubois emporta son memorandum au conseiller général du Trésor Randolph E. Paul, qui accepta d'y apposer sa signature et de le faire suivre au secrétaire Henry Morgenthau Jr.. Après une série d'entretiens, Morgenthau accepta de présenter les soucis de son équipe au Président Morgenthau, Paul, et Pehle rencontrèrent le président Roosevelt à la Maison Blanche le dimanche 16 janvier 1944.
Roosevelt eut un briefing sur les faits et les conclusions du memorandum du département du Trésor, et accepta immédiatement de traiter la question en créant un Bureau des réfugiés de guerre (War Refugee Board), consistant en trois membres de cabinet, le secrétaire d’État Cordel Hull, le secrétaire Morgenthau et le secrétaire à la Guerre Henry Stimson (Morgenthau avait suggéré qu'en place de Stimson, Leo Crowley directeur du Foreign Economic Administration soit choisis, mais Roosevelt décida plutôt de prendre Stimson). Le 22 janvier 1944, Roosevelt signa l'Executive Order 9417 créant le Bureau  pour lequel un budget de fonctionnement d'1 million de dollars fut alloué par le fonds fédéral mais les autres subsides provenaient de fonds privés.
La condamnation officielle de 2 000 000 de morts Juifs en Europe en décembre 1942 laissa le public américain incrédule et, en janvier, il apparait que 48 % refusaient d'imaginer que cela puisse être vrai. D'après les témoignages, les efforts de Bergson furent capitaux. Après avoir constitué une série d'organisations : le Committee for a Jewish Army of Stateless and Palestinian Jews (le Comité pour une armée juive des apatrides et Juifs Palestiniens), le American League for a Free Palestine (la Ligue américaine pour une Palestine libre), le Emergency Committee to Save the Jewish People of Europe (le Comité d'urgence pour sauver les peuples juifs d'Europe, créé à l'été 1943), et le Hebrew Committee for National Liberation (Comite hébreux pour la liberation nationale), il organisa une série de conférences auxquelles participèrent, entre autres, le membre du Congres Will Rogers Jr., le secrétaire à l'Intérieur des États-Unis Harold Ickes et diverses personnalités en vue, mais produisit aussi différentes manifestations, distribuait des pétitions et s'attira de nombreuses sympathies. Ainsi Hecht, l'auteur entre autres de Autant en emporte le vent et spécialiste de slogans frappeurs Time races death what are we waiting for ? (Le temps emballe la mort. Qu'attendons nous ?) écrira pour le Committe for Jewish Army (Comite pour une Armée Juive) en printemps 43 une pièce intitulée We will never die et vue par plus de 100 000 personnes dont Eleanor Roosevelt, 6 membres de la Court Supreme de Justice et des centaines de membres du Congres. Dans ses efforts, il achètera même un bateau qui sera abordé au large de la Palestine avec 600 passagers et dirigé vers Malte ou ils seront internés.
Octobre 43. Juste avant Yom Kippour, l'Emergency Committe et le Va'ad Ha-Hatzala (groupe de sauvetage orthodoxe) marchèrent précédés de 400 Rabbi sur Washington en direction du Capitol puis de la Maison Blanche et présentèrent une pétition dénonçant l'urgence de la situation. L'activiste Fowler Harper professeur de droit et conseiller général de l'agence fédérale de sécurité rédigea une résolution pour le Congrès afin d'obtenir la création du Refugee Rescue Agency (Agence de sauvetage des réfugiés) qu'un autre sympathisant, le sénateur Elbert Thomas, envoya au secrétaire d’État Cordell Hull le 1er octobre. Le groupe, obtint, le  27 octobre, la réponse de l'Assistant  de Hull Breckinridge Long qui répondit que l'ICR faisait déjà tout son possible et que multiplier les agences risquait d'entraver leur travail. Le 9 novembre, au Sénat, Guy Gilette démocrate de l'Iowa et Robert Taft républicain et l'House of Representatives avec pour l'Ohio Will. Roger Jr. démocrate de Californie et Joseph Baldwin républicain de New York déposent la "Rescue Resolution". Sol Bloom a la House of Foreign Affairs Committee chair, démocrate de New Yorķ retarda et obtint des Auditions qui débutèrent le 19 nov. Le vote était prévu pour le 24 janvier. Les auditions discréditeront l'assistant du secrétaire Breckinridge Long.

## Composition
John W. Pehle, assistant du secrétaire au Trésor, fut nommé directeur exécutif du conseil d'administration et placé sous l'autorité directe du président. Ses membres comprenaient le secrétaire d'État, le secrétaire au Trésor, le secrétaire à la guerre, et une équipe d'environ 30 personnes. Par la suite, le général de brigade William O'Dwyer succéda à Pehle et resta en fonction en tant que directeur exécutif jusqu'à la dissolution du Board à la fin de la guerre.
Le War Refugee Board était représenté en Turquie, en Suisse, en Suède, au Portugal, en Grande-Bretagne, en Italie et en Afrique du Nord. Ce fut son représentant en Suède, Iver Olsen, qui choisit Raoul Wallenberg pour porter secours aux Juifs de Budapest.

## Activités
Le WRB avait développé et exécuté différents plans et programmes pour :
- Sauver, transporter et soulager les victimes de l'oppression ennemie.
- L'établissement de havres temporaires pour ces victimes.

Le War Refuge Board engagea la coopération de gouvernements étrangers et d'organisations internationales chargées des secours aux réfugies et de leurs applications. Des pays neutres comme la Suisse, la Suède ou la Turquie jouèrent un rôle capital en servant de base aux sauvetages et aux secours. Le Vatican apporta son aide, principalement vers la fin de la guerre, comme principale voie de communication avec les régimes ennemis, tels que le gouvernement fasciste de Slovaquie ou comme Ira Hirschmann, en Turquie, par exemple, qui obtint du futur pape Jean XXIII, alors archevêque, des certificats de baptême afin de procurer de fausses identités aux réfugiés. La Commission obtint la coopération de l'Intergouvernemental Committee on Refugee, de l'United Nation Relief and Rehabilitation Administration et du Comite International de la Croix-Rouge pour réhabiliter et réinstaller les réfugiés, procurer des abris temporaires aux personnes évacuées, transporter les victimes vers des refuges, leur procurer de quoi subsister lors du transfert et délivrer des secours en territoires ennemis.
Le WRB travaillait en étroite collaboration avec des agences américaines privées de secours en formulant, en finançant, et en mettant à exécution plans et projets. Un département du Trésor accordait des dérogations qui permettaient à des agences privées de transférer des fonds des États-Unis vers leurs représentants dans les pays neutres contribuant à financer le sauvetage des peuples persécutés vivant sous contrôle nazi. Sous ces permissions, il était possible de communiquer avec les personnes en territoire ennemi et de financer des opérations de sauvetage avec des garanties destinées à éviter que l'ennemi en tire des bénéfices. Approximativement 15 millions de dollars de fonds privés furent disponibles par ce biais. Le Comite obtint la levée de blocus pour les ravitaillements alimentaires par voies navigables des agences privées de secours et la distribution par la Croix-Rouge Internationale à des détenus de camps de concentration nazis qu'ils agrémentèrent d'un programme de colis alimentaires de leur cru financé avec les fonds de secours du Président.
À travers les efforts du War Refugee Board, des camps de réfugiés furent installés en Afrique du Nord et des havres organisés en Palestine, Suisse et Suède.
En aout 44, le WRB apporta 982 réfugiés juifs, qui étaient en Italie en provenance de plusieurs pays vers "The Fort Ontario Emergency Refugee Shelter" à Oswego, New York. Ces réfugiés furent acceptés en dépit de la loi sur les quotas d'immigration, mais il ne leur fut donné aucun statut, et il était entendu qu'ils seraient rapatriés vers leurs pays à la fin (victorieuse) de la guerre.
Le WRB eut recours à l'exemple de Fort Ontario afin d'influencer d'autres pays à accepter également des réfugiés supplémentaires derrière leurs frontières.
Le WRB conduisit Roosevelt à condamner publiquement le crime de masse des Juifs par les Nazis, ce qu'il fit le 24 mars 1944.
En attirant l'attention internationale sur le gouvernement hongrois et en lui mettant la pression, le WRB contribua à la cessation des déportations de Juifs depuis la Hongrie vers Auschwitz, sauvant potentiellement la plupart des Juifs de Budapest. Le Comité envoya le diplomate suédois Raoul Wallenberg et d'autres afin de protéger les Juifs de Budapest. À travers le WRB, l'American Jewish Joint Distribution Committee (le Joint), procura les fonds destinés au travail de sauvetage de Wallenberg. Le travail de Wallenberg en Hongrie fut un des efforts de sauvetage les plus importants et les plus réussis du WRB.
Il est malaisé de déterminer le nombre exact de Juifs sauvés par le War Refugee Board, car elle intervient 2 années après la Conférence de Wannsee "et 85 % des victimes de l'Holocauste sont déjà mortes". Un historien, David Wyman, les crédite du sauvetage de plus de 200 000 personnes alors que "les Nazis étaient capables d'en tuer quelque 6 millions", l'équipe du WRB elle-même estime en avoir sauvé des dizaines de milliers. Même si près de la fin de sa vie, le directeur du WRB Pehle décrivit le travail « ce que nous avons fait était de peu. C'était tardif... Trop tardif., trop faible, je dirais ».
Avec la fin de la guerre en Europe, le travail du Comité touchait à sa fin. Par l'Executive Order No. 9614, le Comite fut aboli le 15 septembre 1945.